# Specklinia megalops
Specklinia megalops är en orkidéart som först beskrevs av Carlyle August Luer, och fick sitt nu gällande namn av Alec M. Pridgeon och Mark W. Chase. Specklinia megalops ingår i släktet Specklinia och familjen orkidéer. Inga underarter finns listade i Catalogue of Life.